# To go

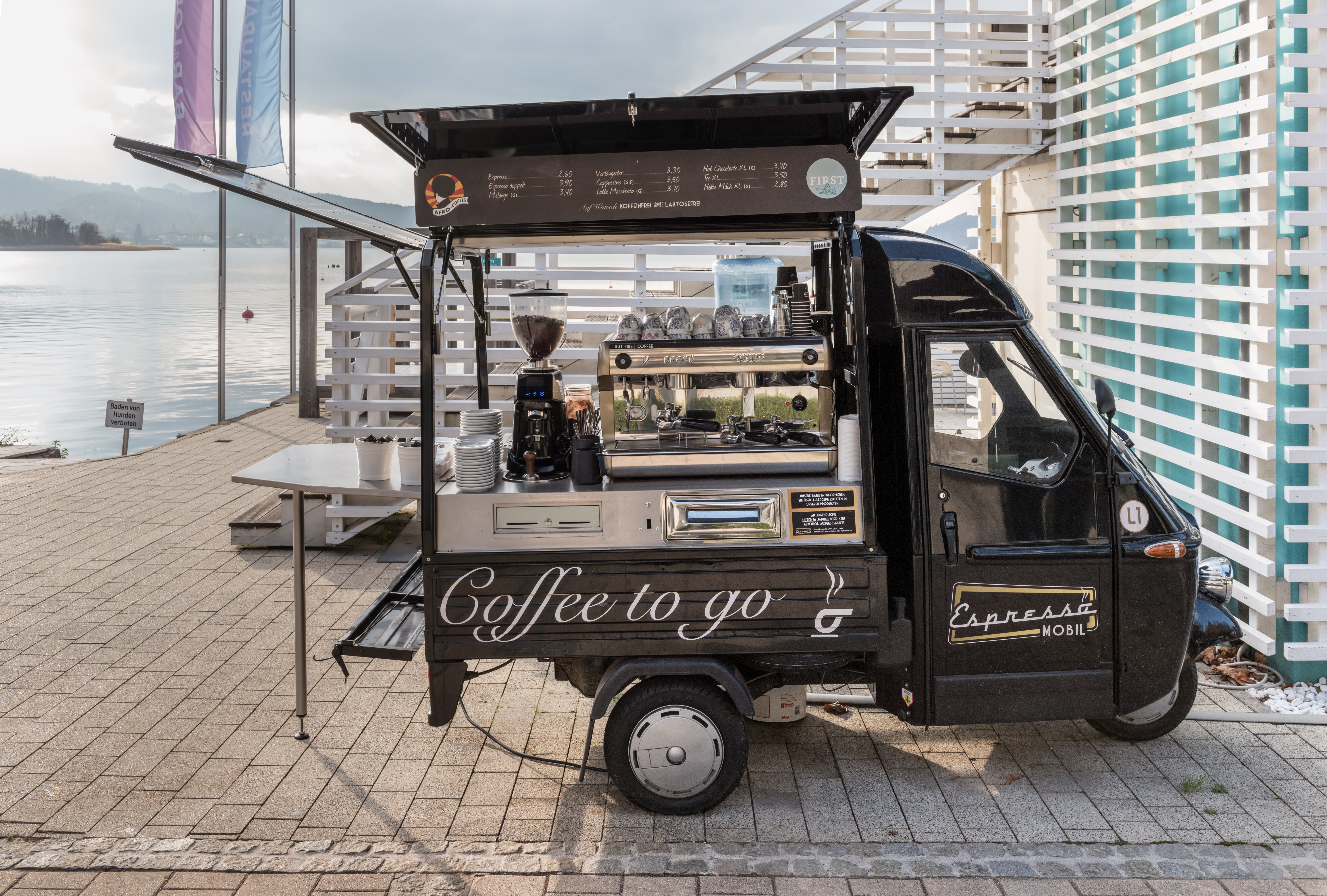
Espressomobil in Pörtschach

Der Anglizismus to go ([tu ɡəu], to-go, take away, take-away und take-out; englisch to go, deutsch „für unterwegs“, „zum Mitnehmen“), deutsch auch Außer-Haus-Verkauf, ist in der Gastronomie eine Verkaufsform, bei der Speisen und Getränke mitgenommen und außerhalb der Lokalität verzehrt werden.

## Allgemeines
Das Konzept existiert bereits seit der Antike und ist weltweit verbreitet. Take-away kann zudem auch den Ort selbst bezeichnen, an dem (auch) To-go-Produkte verkauft werden. Bei to go handelt es sich nur dann um einen echten Anglizismus, wenn Restaurants oder Imbissstuben den Verkauf zum Verzehr unterwegs anbieten; so wird der Begriff auch in angelsächsischen Ländern verwendet. Ein Scheinanglizismus liegt dagegen vor, wenn zu Hause verzehrt werden soll; dann wird in angelsächsischen Ländern von take away gesprochen.

## Geschichte

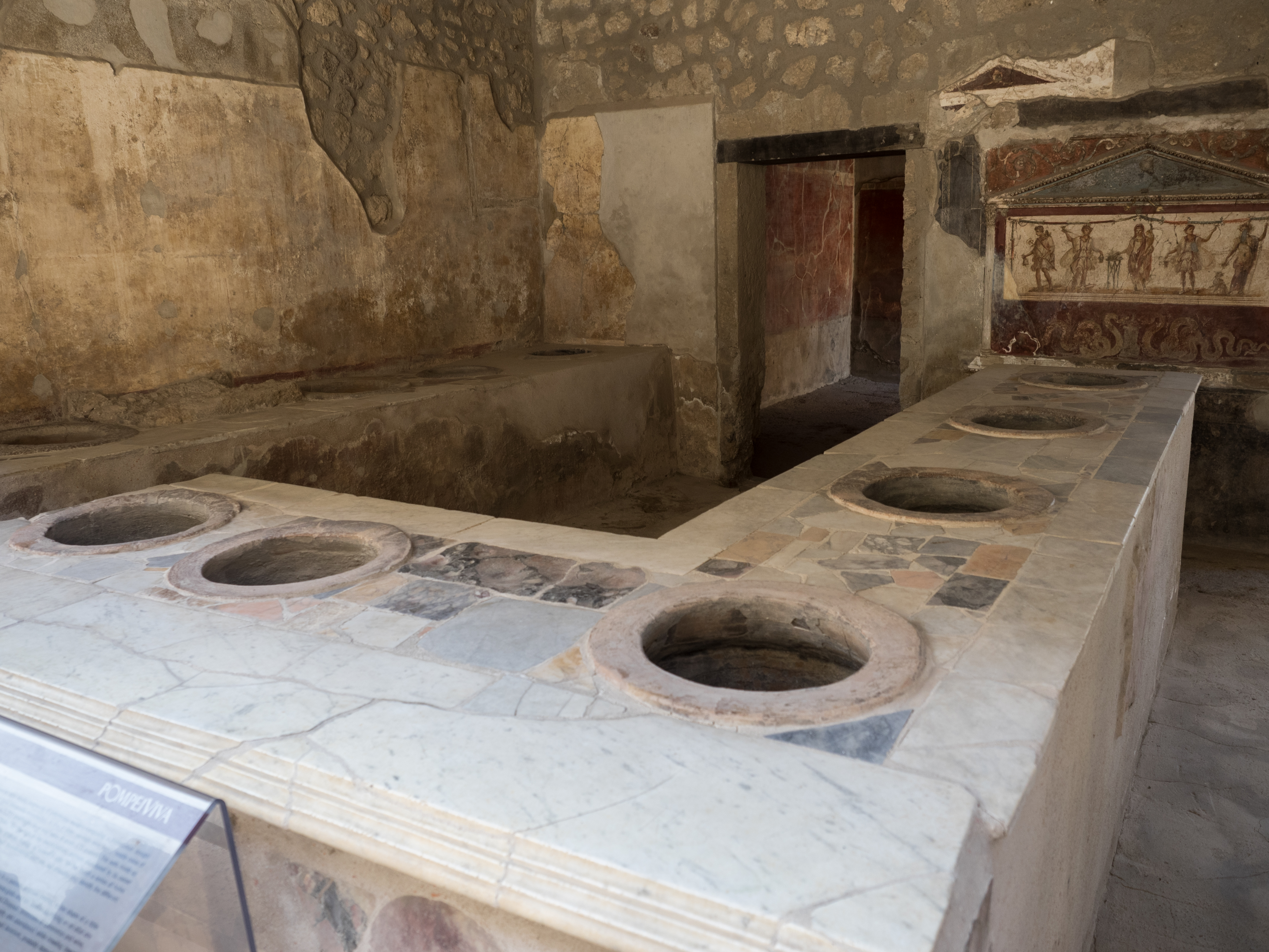
Überreste eines Thermopoliums in Pompeji

Das Konzept von vorbereiteten Mahlzeiten zum Mitnehmen geht bis auf die Antike zurück. Märkte und Straßenstände, die Speisen und Getränke „to go“ anboten, waren bereits im alten Griechenland bekannt und im römischen Reich vor allem in größeren Städten weit verbreitet, da viele Bürger in den Städten über keine Möglichkeiten zum Kochen verfügten. So wurden zum Beispiel bei archäologischen Untersuchungen in Pompeji eine große Zahl an Thermopolia gefunden, wo Essen zum Mitnehmen verkauft wurde. Im europäischen Mittelalter und der Frühen Neuzeit wurden Speisen für Unterwegs vor allem auf Märkten verkauft. Durch die Industrielle Revolution stiegen die Möglichkeiten der Produktion von Fast Food und To-go-Produkten.
Der Begriff To go entstammt der Werbesprache und setzte sich vor allem in der spezifischen Verwendung Coffee to go (bekannt aus dem Filmklassiker Frühstück bei Tiffany) seit den ausgehenden 1990er-Jahren aus dem englischsprachigen Raum im übrigen Europa und in vielen Teilen anderen Teilen der Welt durch. Die Etablierung durch Ketten wie Starbucks trug dazu bei. Zuvor war in der nicht englischsprachigen Welt mehr von Fast Food (etwa seit Mitte/Ende der 1970er-Jahre) die Rede.
Heute werden To-go-Produkte als Street Food in beziehungsweise an einem bzw. einer Imbisshalle, Imbissstand, Imbissstube, Imbisswagen oder in Restaurants, Fast-Food-Ketten und Cafés verkauft. Angebrochene Speisen können zum Teil auch für den späteren Verzehr als To-go-Ware verpackt werden. Die Foodsharing-App Too Good To Go setzt sich gegen Lebensmittelverschwendung ein, indem gastronomische Betriebe übriggebliebene Speisen zu einem vergünstigten Preis an Selbstabholer als To-go-Ware verkaufen können. Ebenfalls können To-go-Produkte in Drive-in-Restaurants mitgenommen werden. Auch Lebensmittelverkaufsstellen, die sich in Tankstellen, Bahnhöfen oder Flughäfen befinden, bieten häufig To-go-Produkte an. Sie richten sich häufig an den Verbrauchertyp des situativen Einzelessers.

## Verpackung

### Einweggeschirr

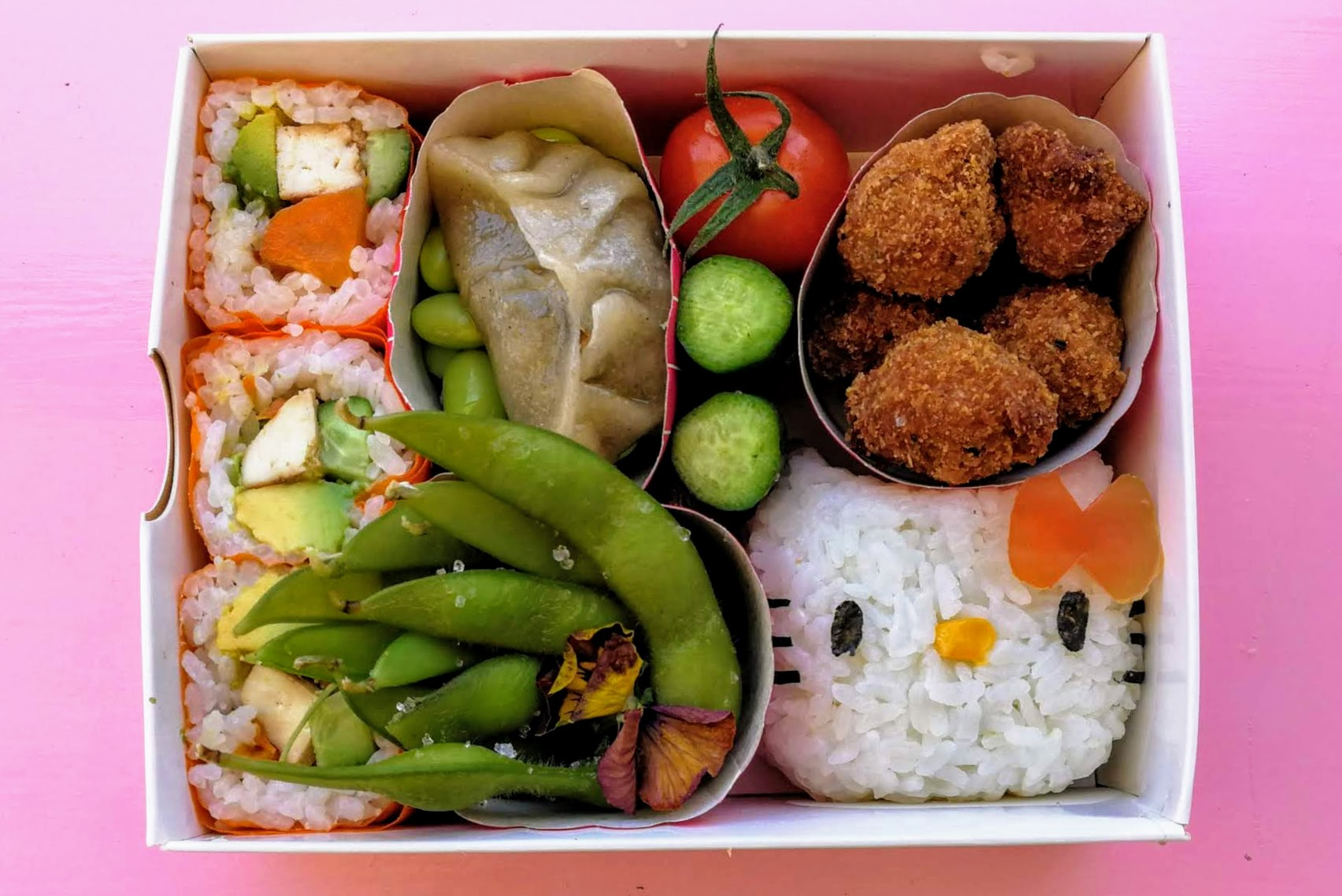
Bento Box mit Trennern zwischen verschiedenen Bestandteilen der Mahlzeit

Speisen und Getränke zum Mitnehmen werden in Aluminium-, Papier-, Pappe-, Plastik- oder Schaumstoffbehältern verpackt und/oder in oder mit Einweggeschirr wie auf Pappteller oder im Papp- oder Plastebecher abgegeben. Klassisch auch in altem Zeitungspapier (Fish and Chips). Bekannte weitere Vertreter solcher Verpackung sind der Pizzakarton oder die schachtelförmigen Behälter aus Karton oder aufgeschäumten Kunststoffen, die häufig für asiatische Nudelgerichte oder nahöstliche Speisen verwendet werden. In Japan ist hierbei vor allem die Bentō-Form beliebt. Auch Aluminiumverpackungen sind aufgrund ihrer geringen Kosten bei Gastronomen beliebt. 
Lebensmittelrechtlich unterliegen sie als Bedarfsgegenstände und dabei als Lebensmittelkontakt-Materialien und -Gegenstände in der EU besonderen Zulassungs-, Kennzeichnungs- und Überwachungsnormen, um vor allem Risiken der gesundheitsgefährlichen Schadstoffmigration, der olfaktorischen wie geschmacklichen Beeinträchtigung von Speis und Trank und der Verbrauchertäuschung vorzubeugen. 
To-go-Produkte tragen mit ihren oft aus Plastik erzeugten Verpackungen und Einweggeschirr wie -besteck durch schlechte Aussichten auf Recycling und durch fehlerhafte Mülltrennung und Müllentsorgung auf Straßen und in Gewässer erheblich zur Abfallerzeugung wie Ressourcenverschwendung bei. Am 1. Januar 2019 trat das Verpackungsgesetz in Deutschland in Kraft, das umweltfreundlichere Richtlinien für die Verpackungen von To-go-Produkten einführte. In diesem Zusammenhang wird häufig eine „To-Go-Mentalität“ kritisiert, die für Verschwendung von Verpackungen und anderen Ressourcen steht. Im Jahr 2019 erließ die Europäische Union die Einwegkunststoff-Richtlinie, nach der bestimmte Plastik-Einwegprodukte wie Plastik-Einweggeschirr hier aus Umweltschutzgründen nicht mehr erlaubt sind.

### Mehrweggeschirr
Schon um 1970 gab es Sets aus etwa 4–5 je etwa 0,5 Liter fassenden im Wesentlichen zylindrischen (Durchmesser 14 cm, Höhe 7 cm) Aluminiumtöpfe, die durch Stapeln und zuoberst einen Deckel verschlossen werden. Ein Blechbügel hakt in Laschen am untersten Töpfchen ein, fädelt eventuell die Laschen der anderen auf, drückt mit einem Gegenhalter den Deckel nach unten und dient ganz oben als Tragegriff. Damit war es möglich, die Komponenten eines Menus für eine Person getrennt, aber dennoch gebündelt zu transportieren. So ähnlich gab es schon viel länger in Gestaltungsvarianten und in jüngerer Zeit auch aus anderen dauerhaften Kunststoffen und mit Warmhaltefunktionen den bei Soldaten und Arbeitern gängigen Henkelmann, in den die Mahlzeiten in Einrichtungen der Gemeinschaftsverpflegung (Kantine, Gulaschkanone) gegeben und von dort oder schon von zu Hause aus zum Speiseplatz befördert wurden.

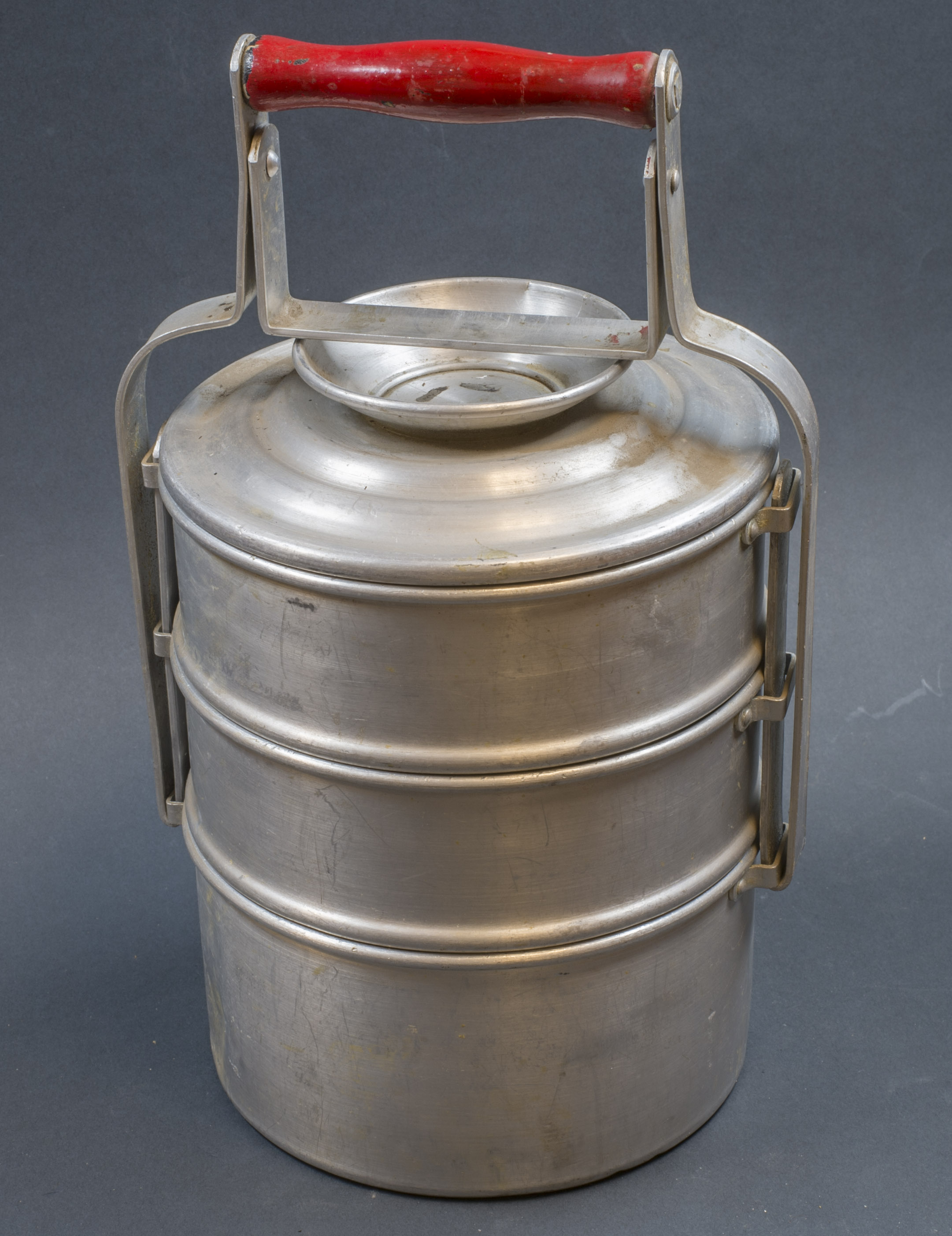
Traditioneller Henkelmann: jeder Behälter ist gleichzeitig Deckel für die Lage darunter

Dickwandige gut stapelbare Polyethylen-Becher in den Größen 0,5, 0,3 und 0,25 Liter sind für Bier und andere Getränke auf Straßen und Zeltfesten seit etwa 2000 weit verbreitet. Die etwas milchigtrüben Becher sind häufig unbedruckt oder tragen den Aufdruck einer Kommune, eines Verleihsystems oder eines Festveranstalters. Ausgegeben werden die Becher typisch für 1 Euro Pfand. Manche Veranstalter geben zusätzlich eine münzgroße rote Pfandmarke aus, um zu verhindern, dass Becher von anderswo zurückgegeben werden.

#### In Graz und Wien in Österreich
In Graz ist für Coffee-to-go das Mehrwegsystem BackCup bereits seit einiger Zeit eingeführt. Ab 1. Juli 2021 startete in Graz das Mehrweggeschirr Skoonu, bestehend aus abgerundet-rechteckigen Tassen aus NiRo-Stahlblech und Polypropylendeckel mit Einschnapplaschen und einem Silikonring als Dichtung. Die Gefäße werden ohne Pfand gehandhabt, jedoch über eine App am Smartphone gebucht und sollen binnen 21 Tagen vom Konsumenten gewaschen bei einem der teilnehmenden Betriebe zurückgegeben werden. 
Skoonu kommt aus Wien, ist dort bei 12 Lokalen eingeführt und hat 2019 den Umweltpreis der Stadt Wien erhalten.
Vytal kommt aus Deutschland und verwendet Kunststoffgefäße.
Foodsharing Graz wiederverwendet seit einigen Jahren dünnwandige PE-Gefäße einheitlicher Größe von etwa 0,8 Liter Volumen mit Schnappdeckel, die ursprünglich als Einwegverpackung gedacht sind und in denen Essenskomponenten an ein Kaufhausrestaurant geliefert werden.

#### In der Schweiz
Das digitale Mehrwegbechersystem Kooky wurde 2021 von einem Schweizer Start-up-Unternehmen lanciert. Als erstes wurde das System in den Hauptbahnhöfen Zürich und Basel eingeführt, im Herbst 2022 folgten die Städte Bern und München. Neben den Schweizerischen Bundesbahnen SBB ist auch die ÖBB Partner von Kooky. Bereits eingeführt wurde das System in Wien. Die Nutzung von Kooky setzt allerdings ein Smartphone voraus, da die Verrechnung des Depots (Pfand) ausschließlich über die mobile Kooky-App abgewickelt werden kann.

## Andere Verwendungen des Begriffs
Der Begriff beschränkt sich mittlerweile nicht mehr auf Speisen, sondern bezieht sich auch allgemein auf Gegenstände oder Wissen, die für unterwegs mitgenommen werden oder in kurzer, schneller Form dargeboten werden. So gibt es etwa Beauty to go als Bezeichnung für Schönheitspflege für unterwegs, ein mitnehmbares Liederbuch heißt Chor to go und die YouTube-Kanäle MrWissen2go und Sommers Weltliteratur to go. Ein Carsharing-Anbieter hieß Car2go und der ARD-Olympia-Podcast trägt als Namen das Wortspiel Go to Tokio to go (etwa: „Komm zu ‚Tokio zum Mitnehmen‘“ oder aber auch „Komm nach Tokio um loszulegen“). Die Live-System-Version von Microsofts Betriebssystemen Windows 8, Windows 8.1 und Windows 10, die direkt von einem USB-Stick oder einer CD ohne Installation genutzt werden kann, wird als Windows To Go bezeichnet. Viele Sachbücher, Hörbücher, Podcasts und Lehrfilme enthalten außerdem die Endung „to go“ im Titel.